# Distrito de Nwoya
El distrito de Nwoya es uno de los ciento once distritos administrativos que dan origen a la actual organización territorial de la República de Uganda. Su ciudad capital es la ciudad de Nwoya.

## Localización
El distrito de Nwoya limita con el distrito de Amuru por el norte, al noreste lo hace con el distrito de Gulu, con el distrito de Oyam por el este, al oeste limita con el distrito de Nebbi y al sur limita con los distritos de Kiryandongo, Masindi y Buliisa. 

## Población
El distrito de Nwoya cuenta con una población total de 41.010 habitantes según las cifras suministradas por el censo poblacional llevado a cabo durante el año 2002 en Uganda.